# Neven Rudić
Neven Rudić (* 14. April 1958) ist ein ehemaliger jugoslawischer bzw. kroatischer Fußballspieler.

## Laufbahn
Der jugoslawische Stürmer spielte hauptsächlich im kroatischen Landesteil für die Klubs NK Metalac Osijek, NK Zagreb, NK Dinamo Vinkovci und NK Jedinstvo Bihać, bevor er 1984 nach Deutschland kam und zunächst bei Rot-Weiss Essen spielte. Mit Essen wurde er in der Saison 1984/85 Meister der Oberliga Nordrhein – Rudić erzielte 21 Tore – doch in der Aufstiegsrunde zur 2. Bundesliga scheiterte er mit dem Verein. Der Angreifer wurde daraufhin vom Oberligakonkurrenten 1. FC Bocholt verpflichtet. Mit Saison-Abschlussrang drei 1985/86 verpasste man aber ebenfalls das Ziel Aufstieg. 1986 wechselte Rudić vom Bocholter Oberligisten in die 2. Fußball-Bundesliga zum KSV Hessen Kassel. Nach nur drei Einsätzen (ein Tor) beim hessischen Traditionsverein schloss er sich noch in der Hinrunde der Saison 1986/87 dem Zweitliga-Neuling SSV Ulm 1846 an. Mit neun Toren war Rudić am Ulmer Klassenerhalt beteiligt. In der folgenden Spielzeit kam er an der Seite von Torjäger Waldemar Steubing und dem jungen Uwe Spies auf 23 Einsätze und fünf Tore, den Abstieg des SSV Ulm konnte er jedoch nicht verhindern. In der Saison 1988/89 spielte Neven Rudić in Österreich für Austria Klagenfurt.